# Регламент № 1170/2011
Регла́мент про відмо́ву в дозволі де́яких тве́рджень про здоро́в'я, зро́блених на продуктах харчува́ння, що стосу́ються зни́ження ри́зику захво́рювань — нормативно-правовий акт Європейського Союзу, що стосується дозволених тверджень щодо харчових продуктів і здоров'я, зроблених на харчових продуктах, що продаються в ЄС. Він закріплює дві норми:
- Він забороняє операторам харчового бізнесу стверджувати, що «регулярне споживання значної кількости води може зменшити ризик розвитку зневоднення та супутнього зниження продуктивности»;
- Він забороняє твердження про те, що вживання фруктових соків, що містять кальцій, може зменшити ризик ерозії зубів.